# Філіп Еблі
Філіп Еблі (фр. Philippe Ébly, 29 липня 1920 — 1 березня 2014) — бельгійський письменник, що писав в науково-фантастичному та фентезійному стилях, який народився в Парижі та помер в міті Льєж, Бельгія.

## Біографія
Філіп Еблі — письменник-фантаст 20-го століття, який народився в Парижі та мав бельгійське походження. У віці шістнадцяти років він провів місяць у Німеччині., це стало початком його подорожей, які триватимуть й у дорослому віці. За спеціальністю він інженер-металург. Серед авторів чи романів, які захоплювали Філіпа Еблі, можна відзначити Стівена Кінга, роман «Володар перснів» та серія романів «Прокляті королі» Моріса Дрюона. Філіп Еблі не просто писав. Він брав активну участь у популяризації своїх книжок через зустрічі з читачами — здебільшого у французьких коледжах. Він регулярно відвідував приватну школу в 12-му окрузі Парижа, а також в інших містах, таких як Дюнкерк, Шатобріан, Гренобль, Лілль тощо.
Філіп Еблі помер 1 березня 2014 року в місті Льєж, Бельгія.

## Серії романів
- Les Conquérants de l'Impossible(фр.)
- Les Patrouilleurs de l'an 4003(фр.)
- Les évadés du Temps(фр.)

## Видавництва
- Французькі:
  - La Bibliothèque Verte (Hachette)
  - Les éditions Degliame
  - Temps Impossibles
- Бельгійські:
  - Les éditions Averbodes
  - Les éditions Luc Pire